# Final Resolution 2005
Final Resolution 2005 è stata la prima edizione del pay-per-view prodotto dalla federazione Total Nonstop Action Wrestling (TNA). L'evento ha avuto luogo il 16 gennaio 2005 presso l'Impact Zone di Orlando in Florida.

## Risultati
| #  | Match | Stipulazioni                                            | Durata |
| -- | --- | ------------------------------------------------------- | ------ |
| 1  | 3Live Kru (Ron Killings, Konnan e B.G. James) hanno sconfitto Christopher Daniels, Michael Shane Kazarian                       | Six-man tag team match                                  | 08:21  |
| 2  | Elix Skipper ha sconfitto Sonjay Dutt                                                                                           | Single match                                            | 10:12  |
| 3  | Dustin Rhodes ha sconfitto Kid Kash                                                                                             | Six-man tag team match                                  | 10:50  |
| 4  | Erik Watts ha sconfitto Raven                                                                                                   | Single match                                            | 10:19  |
| 5  | Jeff Hardy ha sconfitto Scott Hall                                                                                              | Single match con Roddy Piper come special guest referee | 11:03  |
| 6  | Monty Brown ha sconfitto Diamond Dallas Page e Kevin Nash                                                                       | Triple threat elimination match                         | 09:40  |
| 7  | America's Most Wanted (Chris Harris e James Storm) hanno sconfitto Team Canada (c) (Bobby Roode e Eric Young con Coach D'Amore) | Tag team match per il NWA World Tag Team Championship   | 19:12  |
| 8  | A.J. Styles ha sconfitto Petey Williams (c) (con Coach D'Amore) e Chris Sabin                                                   | Ultimate X match per il TNA X Division Championship     | 19:55  |
| 9  | America's Most Wanted (Chris Harris e James Storm) (con Gail Kim) (c) hanno sconfitto Team 3D (Brother Devon e Brother Ray)     | Tag team match per il NWA World Tag Team Championship   | 12:41  |
| 10 | Jeff Jarrett (c) defeated Monty Brown                                                                                           | Single match per il NWA World Heavyweight Championship  | 16:17  |
|    | (c) è riferito al campione in carica al momento dell'inizio del match.                                                          |                                                         |        |

### Three-way elimination match
| 1          | Kevin Nash          | Diamond Dallas Page | 5:54        |             |             |
| 2          | Diamond Dallas Page | Monty Brown         | 9:40        |             |             |
| Vincitore: | Monty Brown         | Monty Brown         | Monty Brown | Monty Brown | Monty Brown |